# ادی فلوید
اِدی لی فلوید (به انگلیسی: Eddie Lee Floyd) (زادهٔ ۲۵ ژوئن ۱۹۳۵) خواننده و ترانه‌سرای سول/آراَندبی اهل آمریکا است. عمده شهرت فلوید به خاطر ترانهٔ «Knock on Wood» ‏(۱۹۶۶) و آثاری است که در دههٔ ۱۹۶۰ و ۱۹۷۰ میلادی با لیبل اِستَکس از او منتشر شده‌اند.
فلوید پیش از آن‌که به‌عنوان یک خوانندهٔ تک به شهرت برسد یکی از پایه‌گذاران و عضو دائمی گروه آراندبی د فالکنز بوده‌است (۱۹۵۶-۱۹۶۳). از ترانهٔ «You're So Fine»‏ (۱۹۵۹) به‌عنوان یکی از اولین آثار واقعی سول یاد می‌شود.